# Rudolf Bendemann
Rudolf Christian Eugen Bendemann (* 11. November 1851 in Dresden; † 3. Mai 1884 in Pegli (heute Genua)) war ein deutscher Historien- und Genremaler der Düsseldorfer Schule.

## Leben
Bendemann war der Sohn des Historienmalers Eduard Bendemann und dessen Ehefrau Lida Schadow, der Tochter des Bildhauers Johann Gottfried Schadow. Der Admiral Felix von Bendemann war sein Bruder.

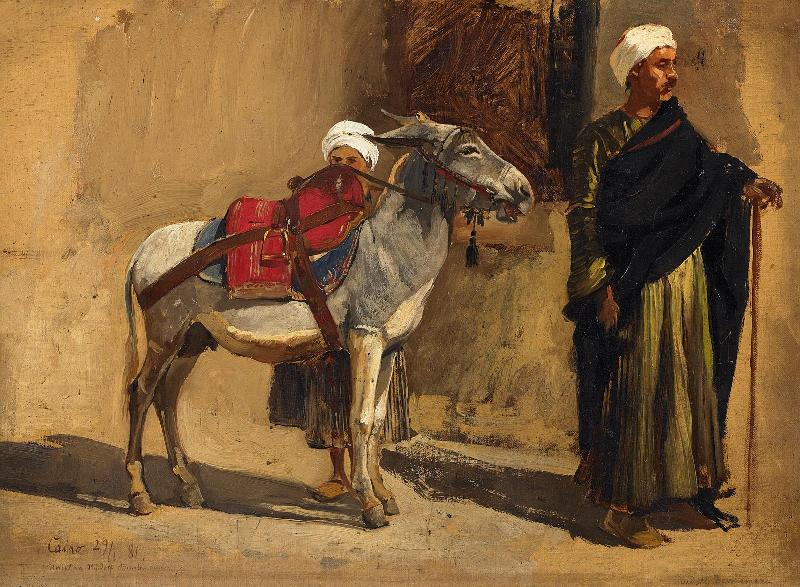
Araber mit seinem Esel

Seinen ersten künstlerischen Unterricht bekam Bendemann durch seinen Vater. 1868 wurde er Schüler an der Kunstakademie Düsseldorf, zuerst in der Elementarklasse von Andreas Müller, ab 1869 bis 1870 im Antikensaal von Karl Müller. Anschließend arbeitete er im Atelier seines Vaters und wurde auch dessen Assistent. Im Jahre 1873 belegte er noch das Fach Kunstgeschichte bei Wilhelm Roßmann.
Zwischen 1877 und 1879 lebte und wirkte Bendemann in München und ließ sich danach wieder in Düsseldorf nieder. Eines seiner ersten Werke war eine Szene aus Esaias Tegnérs Frithjofssage. In Gemeinschaftsarbeit mit Wilhelm Beckmann, Ernst und Fritz Roeber war Bendemann unter Leitung seines Vaters an der Ausschmückung mehrerer Säle der Nationalgalerie Berlin beteiligt. Das Begräbnis Frauenlobs präsentierte er 1880 auf der Gewerbe- und Kunstausstellung Düsseldorf. 
In den 1880er Jahren lebte Bendemann gemeinsam mit seinen Eltern in der Jägerhofstraße 7 am Düsseldorfer Hofgarten. Aus gesundheitlichen Gründen reiste er winters öfter in den Süden, meistens nach Italien, aber auch nach Ägypten. Dort kam er dann von der Genre- und Historienmalerei zur Orientmalerei. Im Alter von 32 Jahren starb Rudolf Bendemann in Pegli bei Genua.

## Werke (Auswahl)

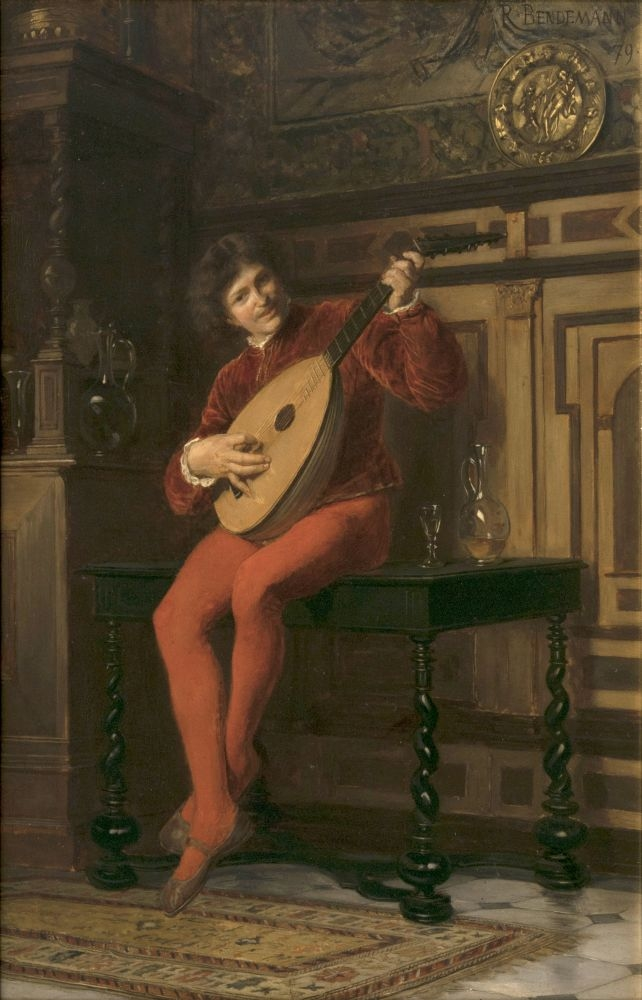
Der Lautenspieler, 1879

- Frithjof und Ingeborg als Kinder, 1874
- Nymphe, 1877
- Das Begräbnis Frauenlobs (Bestattung Frauenlobs in Meißen), 1879
- Der Lautenspieler, 1879
- Ausgang einer Moschee in Kairo, 1882